# Georg Schmid von Grüneck
Georg Schmid von Grüneck, né le 29 novembre 1851 à Sumvitg et mort le 6 mai 1932 à Coire, est un prélat catholique suisse, évêque de Coire de 1908 à 1932.

## Biographie
Georg Schmid von Grüneck est né le 29 novembre 1851 à Sumvitg, dans une famille grisonne de la Ligue grise. Son père, Anton Modest Schmid von Grüneck, est major puis capitaine dans la Garde suisse pontificale, sa mère Maria Magdalena Crufer était originaire de Domat/Ems. Après un début de scolarité à Coire, sa famille est revenue dans son village natal en 1862, où il fréquente l'école primaire. À partir de l'automne 1866, il entre au collège Maria Hilf de Schwyz, où il passe avec succès son examen de maturité en 1872.
Il commence des études de médecine, interrompt ses études encore en 1872 et part étudier l'anglais à St Edmund Hall à Oxford ; il finance ses études en donnant des cours d'allemand. Impressionné par le cardinal Henry Edward Manning, archevêque de Westminster, il retourna à Coire en 1874 et entra au séminaire St. Luzi (de) en janvier 1874. Il est ordonné prêtre par l'évêque auxiliaire Kaspar Willi (de) le 1er août 1875.
En 1876, il s'inscrit en tant que doctorant en droit canonique à l'université dominicaine Santa Maria sopra Minerva de Rome, qui fait aujourd'hui partie de l'université pontificale Saint-Thomas-d'Aquin.
Après avoir obtenu son doctorat en droit, il travaille comme professeur privé dans pour la famille du marquis de Cony d'Arsy en France. En 1878, l'évêque Kaspar Willi le rappelle dans le diocèse de Coire et lui confie une mission d'enseignement à l'école collégiale de l'abbaye de Disentis. En 1880, il enseigna le droit canonique, l'exégèse et la pédagogie au séminaire St. Luzi de Coire. En 1889, l'évêque Johannes Fidelis Battaglia le nomme chancelier. Sa tâche consistait à développer la pastorale dans les cantons de Zurich, Glaris et des Grisons et à se procurer les finances nécessaires.
Nommé chanoine non résident en 1895, puis vicaire général en 1898, il devint official et régent du grand séminaire et est élu évêque de Coire le 7 mai 1908 par le chapitre de la cathédrale pour succéder à Johannes Fidelis Battaglia, démissionnaire. Cette élection est confirmée par le pape Léon XIII le 13 juillet 1908. Il est ordonné par Johannes Fidelis Battaglia le 4 octobre de la même année dans la cathédrale de l'Assomption à Coire ; les co-consécrateurs étaient Jakob Stammler, évêque de Bâle et de Lugano, ainsi que Ferdinand Rüegg (de), évêque de Saint-Gall. Sa devise épiscopale est Sicut bonus miles Christi (« Comme un vaillant soldat du Christ »).
Le pape Benoît XV l'employe comme diplomate du Vatican dans ses efforts pour mettre fin à la Première Guerre mondiale. Malgré son aisance sur la scène diplomatique, les négociations n'aboutissent pas.
Au cours de son épiscopat de vingt-quatre ans, Georg Schmid von Grüneck a érigé 17 paroisses supplémentaires dans le canton de Zurich et a fait restaurer la cathédrale de Coire de 1921 à 1928.
Sur le plan de la musique sacrée, il est un promoteur du chant choral roman et contribue lui-même par ses compositions (chants et messes) à l'enrichissement et à l'animation des offices solennels.
De 1925 à 1932, il préside la Conférence des évêques suisses. Pour faire face à ses multiples tâches, le pape Pie XI lui adjoignit le 28 avril 1928 un coadjuteur, Anton Gisler (de), avec droit de succession. Mais cela n'eut pas lieu, car le successeur meurt déjà le 4 janvier 1932, quelques mois avant son prédécesseur.
Georg Schmid von Grüneck est enterré dans le caveau épiscopal devant la cathédrale de l'Assomption, avec une grande participation du clergé et des fidèles de son diocèse.

## Liens
- Ressource relative à la musique :   - Répertoire international des sources musicales
- Ressource relative à la religion :   - Catholic Hierarchy
- Notices dans des dictionnaires ou encyclopédies généralistes :   - Deutsche Biographie
  - Dictionnaire historique de la Suisse
  - E-archiv.li
- Notices d'autorité :   - VIAF
  - ISNI
  - IdRef
  - GND